# Miguel Martínez y Sanz
Miguel Martínez y Sanz (Zaragoza, 25 de diciembre de 1811-Madrid, 25 de agosto de 1890) fue un intelectual, sacerdote y misionero español, fundador, en 1851, de la congregación de las Siervas de María Ministras de los Enfermos.

## Vida
Nacido en Zaragoza en 1811, era hijo de Miguel Martínez y de Teresa Sanz. Con solo trece años ya había terminado sus estudios y cursaba primero de Filosofía en la universidad. A los catorce años ingresó en el seminario, donde estudió filosofía y teología, licenciándose en 1831. En 1833 empezó a impartir teología en la Universidad de Zaragoza.
En 1835 se marcha a Madrid donde es ordenado sacerdote, siendo nombrado predicador de San Ginés y, a partir de 1848, rector de la parroquia de Chamberí. Allí vio con preocupación la situación de las clases necesitadas y creó, en 1851, una congregación religiosa para la asistencia domiciliaria de enfermos y pobres conocida como las Siervas de María Ministras de los Enfermos, de la que fue cofundadora la santa Soledad Torres Acosta. Sus actividades a favor de los necesitados le hicieron ganarse el título de "padre de los pobres".
En 1853, la reina Isabel II le nombró capellán de honor del Palacio Real. En 1856 se fue, junto con otros 39, como misionero a Fernando Poo (perteneciente a la entonces Guinea Española), encargándose de las misiones de la zona. No habiendo tenido éxito en su gestión, regresó a España en 1859, ejerciendo allí diversos cargos eclesiásticos.
Fue chantre de la catedral de Burgos. En este tiempo, 1866, escribió y publicó la Historia del Templo Catedral de Burgos.
Fundó la Archicofradía de la Oración Continua. Publicó el anuario Calendario Piadoso, un recopilatorio redactado por distinguidos escritores católicos y revisado en la parte litúrgica por Miguel Martínez. También publicó el Semanario de los devotos de María, después convertido en Mensuario de los devotos de María.
Hacia 1885 se quedó paralítico, muriendo en Carabanchel Alto el 25 de agosto de 1890. Fue enterrado en la casa madre de la congregación de las Siervas de María, de la que fue cofundador, ubicada en la plaza del barrio de Chamberí.
José Ramón Trujillo se pregunta cómo algunos notables personajes históricos y escritores con muchos lectores, como Miguel Martínez y Sanz, quedan arrinconados en la memoria y en la valoración de las generaciones posteriores. Martínez y Sanz fue una de esas personalidades relevantes en la segunda mitad del siglo XIX español. A lo largo de su vida, que casi abarca el siglo XIX, alcanzó numerosos cargos eclesiásticos y se encontró presente en algunos momentos señeros de la vida española.

## Publicaciones
Además de sus, por temporadas habituales, colaboraciones en prensa (La Esperanza, El Pensamiento Español, La Regeneración, El Católico) y entre otras:
- Breves Apuntes Sobre La Isla De Fernando Poo en el Golfo de Guinea. 1959. Expone una breve historia de la colonia, informa sobre sus posibilidades de explotación, da sus impresiones sobre la isla y argumenta contra la trata de esclavos. El libro quiere ser una fuente útil para los nuevos viajeros, en el momento en que se despierta el interés en España por sus colonias africanas. El prólogo y el apéndice son una crónica del viaje, en la cual desgrana las vicisitudes y las cuentas de la expedición, sus dificultades y penalidades. Narra los obstáculos que se interpusieron: la falta de previsión inicial, los enfrentamientos entre los misioneros, la rivalidad con los baptistas o el desconocimiento del inglés y del bubi, que tuvo que paliar con ayuda del cónsul británico, aprendiendo inglés.[7]
- Diccionario español-bubi. 1856.[8]
- Tratado del modo de practicar las ceremonias de la misa, así rezada como solemne. 1853.[9]
- Libros de devoción, especialmente publicaciones de "uso", la mayoría de unas 30 páginas.
- Catecismos, devocionarios, libros sobre la Virgen, jubileos, misales.
- Calendario piadoso (título completo Calendario piadoso con los pronósticos del primitivo Zaragozano). Anuario. Éxito de ventas con muchos suscriptores en Madrid y provincias. Publicado desde 1864 hasta la década de 1880. En su primera edición (1864) incluía el santoral completo, témporas, festividades, eclipses, lunaciones y horario solar, oraciones, novenas y gozos, tarifas de las líneas férreas de toda España y noticias para los viajeros, así como establecimientos de baños. También incluía un Diálogo de un cura con feligreses. Más adelante incluirá artículos de devoción, propios y de algunos obispos y clérigos.
- Diario cristiano (martirologio). 1866.
- Catecismo de la oración. 1869.
- Lourdes, relato fiel y verídico de la aparición de la Santísima Virgen a Bernardetta. Incluía 5 fotos originales, una de ellas de Bernardetta.[10]
- Semanario de los devotos de María, a partir de 1864. Reconvertido en 1875 en el Mensuario de los devotos de María.
- Manual para preparar los niños a hacer su primera comunión. 1851.
- Historia del Templo Catedral de Burgos.[4]